# Ерл Слајфер
Ерл Чарлс Слајфер (енгл. Earl Charles Slipher; Малбери, 25. март 1883 — Флагстаф, 7. август 1964) био је амерички астроном који је познат по свом страственом интересовању за истраживање и испитивање Марса. Осим тога, Ерл је познат и по томе што је брат Веста Мелвина Слајфера, астронома такође, који је остварио успех на мало вишем нивоу од свога осам година млађег брата.

## Биографија
Ерл Слајфер је рођен у Малберију (Индијана), као и његов брат Весто. Опсерваторији Лауел се по први пут придружио 1908. године те постао планетарно познат астроном. Своја истраживања је готово увек фокусирао на истраживање планете Марс. Објавио је књигу Фотографска историја Марса (1905—1961) (енгл. Photographic History of Mars (1905–1961)). 1957. године појавио се у епизоди Дизнилендовог шоуа под именом Mars and Beyond, дискутујући о могућностима живота на Марсу.
Био је директор опсерваторије Лоуел, али и градоначелник Флагстафа (Аризона) од 1918. до 1920. године. После тога је био и члан државног законодавног тела америчке савезне државе Аризона, све до 1933. године.
Између 1905. године и године своје смрти, Ерл је успео да направим више од 100.000 фотографија планете Марс и остао је уверен у вези постојања „Лоуелских канала”. У свом делу Марс: Фотографска прича (енгл. Mars: The Photographic Story), он је оптимистично написао следеће:
| „ | Свака супротност додаје нешто на оно што смо раније знали. Пошто је теорија живота на планети по први пут исказана пре педесетак година, за сваку нову откривену чињеницу показано је да се слаже са њом. Ни једна ствар није откривена, а да је теорија не објашњава. | ” |

Његова карта из касних 1950-их, која је чинила основу званичног графикона за употребу почетком настанка првих летелица за пут на Марс, показује широку мрежу канала те друге различите облике рељефа.

### Смрт
Ерл Слајфер је умро у Флагстафу (Аризона), 7. августа 1964. године. Ту је и сахрањен на градском гробљу.

## Признања
Названо по њему
- Астероид 1766 Slipher, откривен 7. септембра 1962. године[1]
- Слајферов кратер на Месецу (астероид и кратер су откривени у свемирском пројекту Indiana Asteroid Program, а име су добили по Весту и Ерлу Слајферу)[1]